# Aigues-Vives (Hérault)
Aigues-Vives è un comune francese di 424 abitanti situato nel dipartimento dell'Hérault nella regione dell'Occitania.

## Società

### Evoluzione demografica
Abitanti censiti